# Cetonana
Cetonana es un género de arañas araneomorfas de la familia Corinnidae. Se encuentra en Sudamérica, Europa y este de Asia.

## Lista de especies
Según The World Spider Catalog 12.0:
- Cetonana laticeps (Canestrini, 1868)
- Cetonana lineolata (Mello-Leitão, 1941)
- Cetonana orientalis (Schenkel, 1936)
- Cetonana petrunkevitchi Mello-Leitão, 1945
- Cetonana setosa (Simon, 1897)